# Johann Andreas Dieze

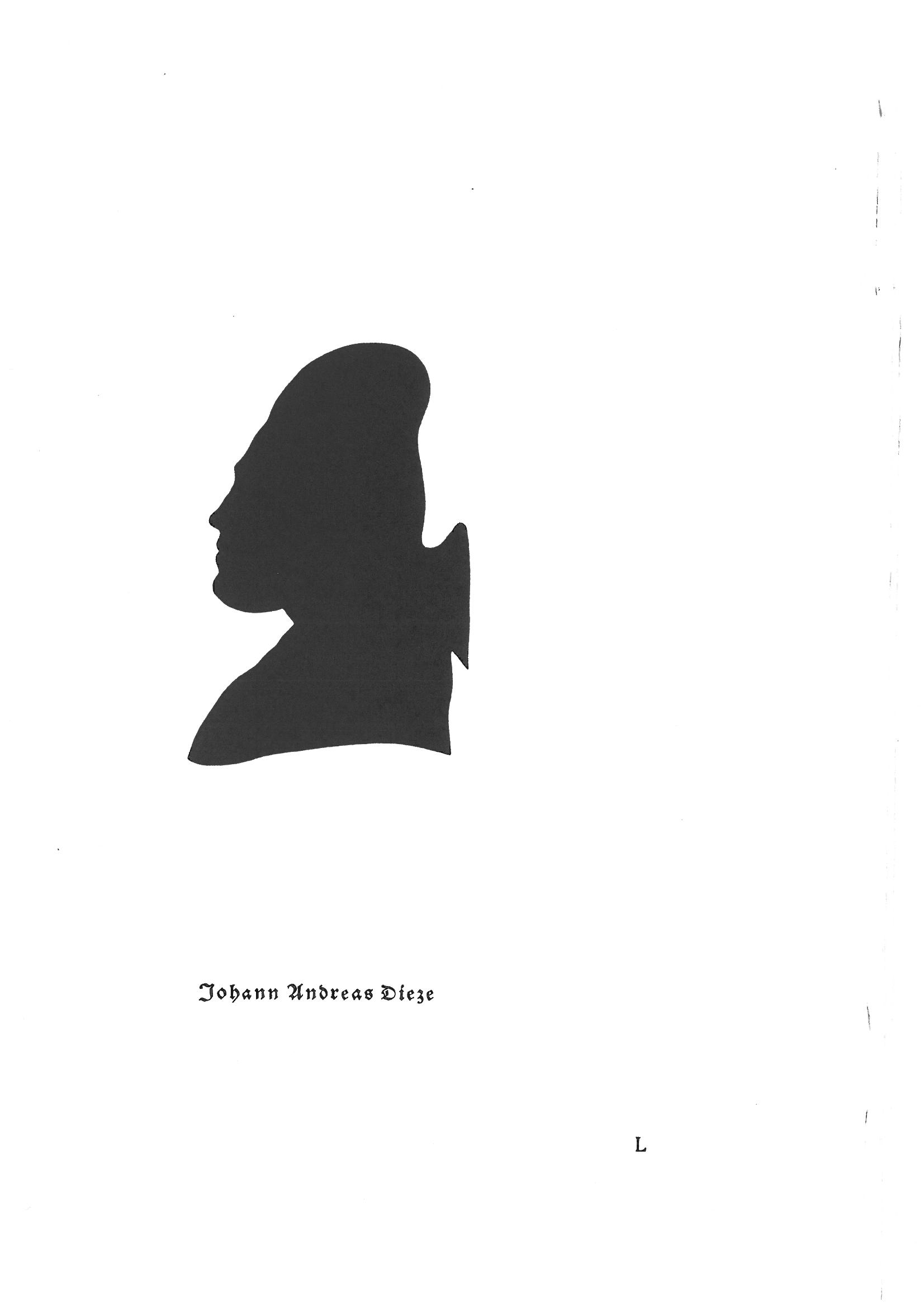
Dieze in der Silhouetten-Sammlung Schubert (1779)

Johann Andreas Dieze (* 1729 in Leipzig; † 25. September 1785 in Mainz) war ein deutscher Romanist und Bibliothekar.
Im Jahr 1763 wurde er zum außerordentlichen Professor für Philosophie an der Universität Göttingen berufen, anschließend übernahm er die Aufgabe eines Bibliothekars in der Universitätsbibliothek Göttingen und wurde Stiftungsrat und Mitglied der Akademie der Wissenschaften zu Göttingen. Als kurmainzischer Hofrat erwarb er zahlreiche Werke in spanischer Sprache für die Bibliotheksbestände der 1477 errichteten kurfürstlichen Universität zu Mainz, an der er später als erster Bibliothekar tätig war. Dieze übersetzte die spanische Literaturgeschichte von Luis José Velázquez de Velasco (Málaga, 1754) ins Deutsche und versah sie mit zahlreichen Anmerkungen (Göttingen, 1769). Dieses Werk spielte eine wichtige Rolle für Johann Gottfried Herder und wurde ebenfalls von anderen deutschen Romantikern gelesen. Er verfasste und verlegte Die mittlere und neuere Geschichte von Spanien und Portugal. Er unterhielt eine Korrespondenz mit Gotthold Ephraim Lessing, die jedoch während der Belagerung von Mainz 1793 verbrannte. 
Die Druckerei Societas typographica des Druckers Johann Andreas Crass erstellte 1786 eigens eine Monographie seine Sammlung, die unter dem Namen: Verzeichniß der Büchersammlung, welche Herr J. A. Dieze, kurfürstl. mainz. Hofrath und öffentlicher ordentl. Lehrer, auch erster Bibliothekar hinterlassen, und welche am 30. März und die folgenden Tage des Nachmittags von 4 bis 7 Uhr in dem Hause Lit. F. Nro. 216. nächst der St. Johanneskirche öffentlich an die Meistbietenden verkauft werden sollen erschien.